# Johann Jacob Cramer
Pour les articles homonymes, voir Cramer.
Johann Jacob Cramer (* 1705 à Suchau, Silésie; † 1770 à Mannheim), est un musicien et copiste allemand de l'école de Mannheim.